# ミニテル

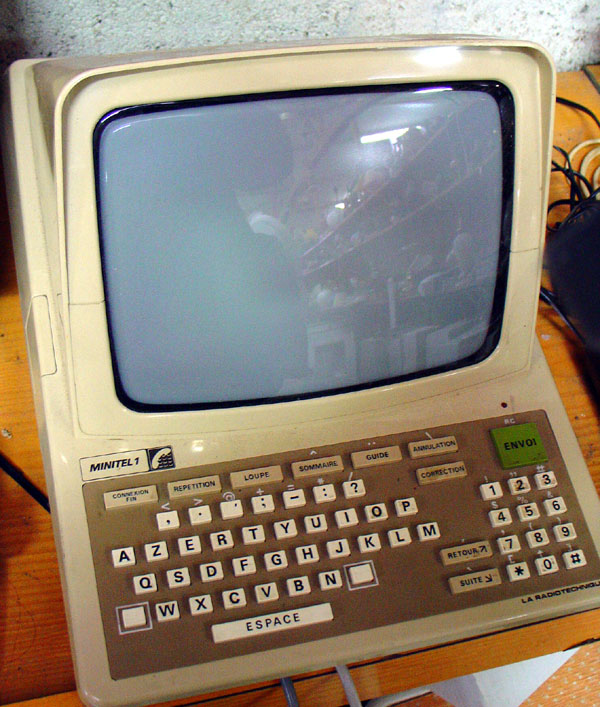
初期（1982年）のミニテル端末。キーボードはAZERTY配列となっている

ミニテル (Minitel) は、フランスの電信電話総局（Direction générale des Télécommunications, DGT; のちフランステレコムを経て現在Orange）が提供していたビデオテックス用テレテル (Teletel) 端末の名称。ビデオテックスシステムとしては世界唯一の成功例である。こういった浸透実績に加え、フランスにおいて（英語などの）フランス語以外の言語に対する拒絶反応が根強いこともあって、同国でインターネットがミニテルに代わって普及し始めたのは2000年頃と他国に比べて遅れた。

## 概要
1979年末にサービスが開始された。通信方式はV.23モデムで受信1,200 bps・送信75 bps、描画はモザイクを組み合わせるCEPT方式であった。
1984年に、DGT局長ジェラール・テリ発案で電話番号案内の無人化のため電話番号検索端末としてモノクロの文字情報のみ表示可能なものが、紙の電話帳を廃止する代わりに無料で各家庭に配布された。また、多機能の機種が月極めのレンタルまたは買取で利用可能であった。同時に、サービス提供者の情報料金を電話会社が通信料金と合わせて利用者から徴収する「キオスク」料金システムが開始され、列車・航空機・ホテルなどの予約システム・オンラインショッピング・生活情報・チャットなど様々なサービスが提供されるようになり、家庭の情報端末として定着した。また、聴覚障害者・言語障害者の通信手段として利用するためのサービスも提供された。しかし、出会い系サイトやわいせつ画像などの成人向けのものも一定の割合を占めることとなった。1996年には、カードリーダー付きの高級機種によるクレジットカード決済サービスが開始された。
1996年5月にはフランステレコムがインターネットサービスプロバイダを開始、1997年2月11日にはミニテルに電子メールサービスを追加した。
1997年8月にはフランス首相のリオネル・ジョスパンがミニテルを発展的にインターネットへ統合し、廃止すると表明した。2000年末には i-Minitel と呼ばれるパーソナルコンピュータからインターネット経由でミニテルのサービスに高速接続できるソフトウェアが発売された。
2012年6月30日、ミニテルのサービスが終了した。

## 主なミニテル端末
- ミニテル 1 standard：ASCII文字列のみの8階調白黒表示。
- ミニテル 1 カラー：8色カラー表示（黒・青・赤・紫・緑・水色・黄・白、白黒を暗さの順に変換）
- ミニテル 1 dialogue
- ミニテル 1B：ASCII 80桁、CEPT1 40桁の切り替え式。
- ミニテル 2：パスワード保護付き。CEPT2 で定義された拡張機能対応。
- ミニテル 10：1に電話機能追加。
- ミニテル 10B：1Bに電話機能追加。
- ミニテル 12：留守番電話付き。
- ミニテル 5：10から電話機能を省いた液晶ディスプレイの持ち運び型。
- ミニテル "Photo"：9,600 bpsに高速化、64階調白黒JPEG画像対応。